# Stenocereus queretaroensis
Stenocereus queretaroensis är en kaktusväxtart som först beskrevs av Frédéric Albert Constantin Weber och som fick sitt nu gällande namn av Franz Buxbaum.
Stenocereus queretaroensis ingår i släktet Stenocereus och familjen kaktusväxter. Inga underarter finns listade i Catalogue of Life.

## Bildgalleri

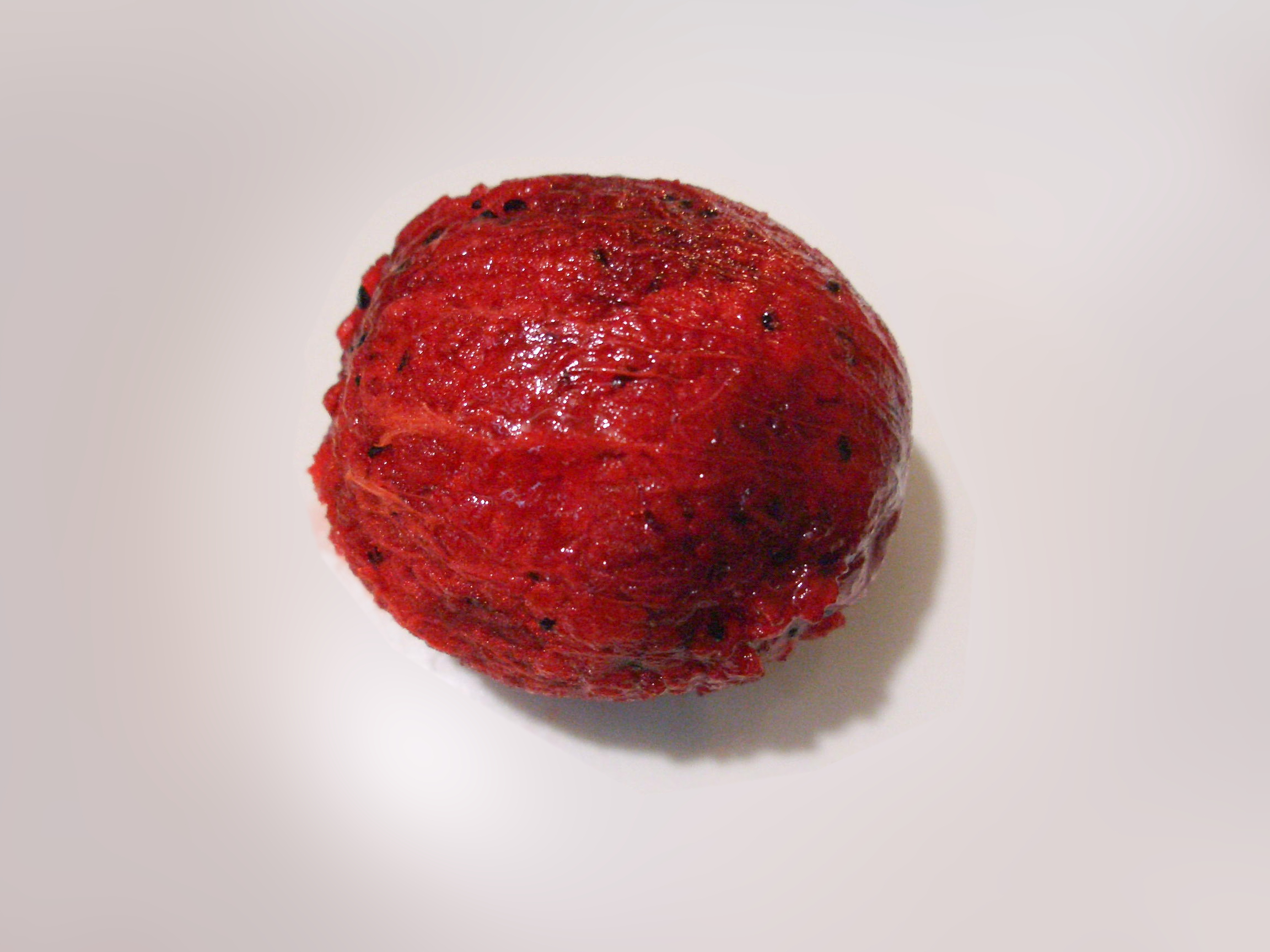
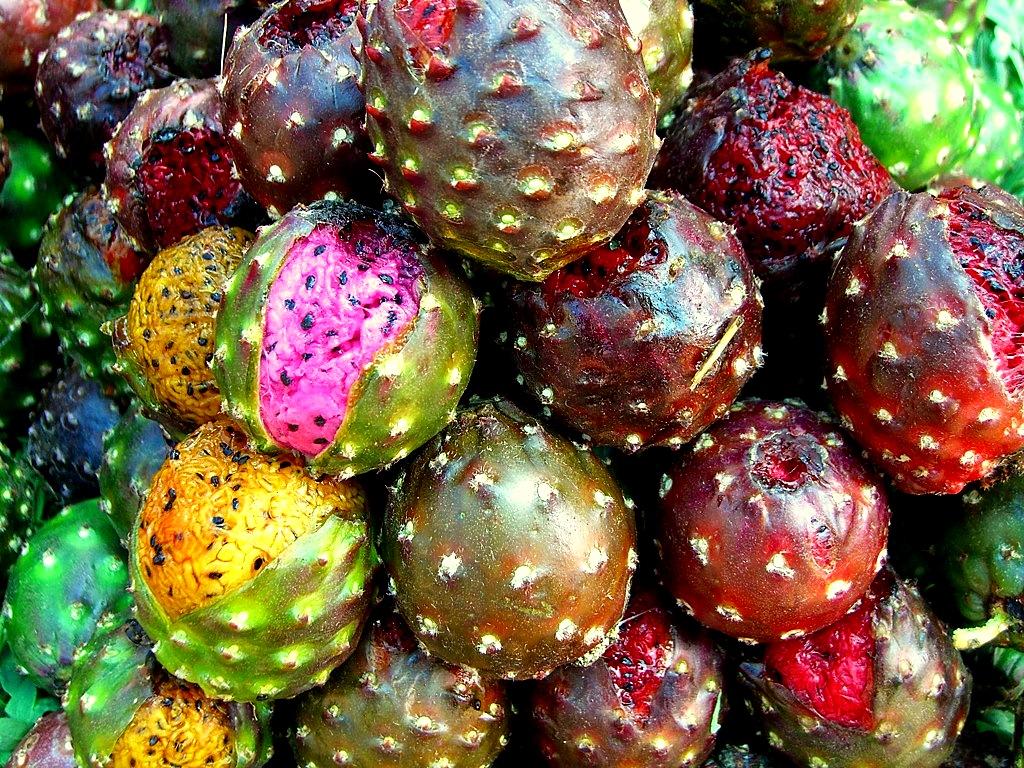